# コアラパーク・サンクチュアリ
コアラパーク・サンクチュアリ (Koala Park Sanctuary) は、私有の、オーストラリア、シドニー、ウェスト・ペナント・ヒルズに位置する野生動物公園である。この公園は、コアラのコレクションが最も知られている。

## 歴史
コアラパーク・サンクチュアリは、1920年代に建設され、1930年10月に、オーナーのノエル・バーネットによってオープンされた。彼は、毛皮商売のために死んでいく数多くのコアラや、その後絶滅する怖れがあるのに心配し、サンクチュアリ（保護区）を設立した。彼は、残りの人生を、動物飼育の研究や保存に専心した。

## 動物

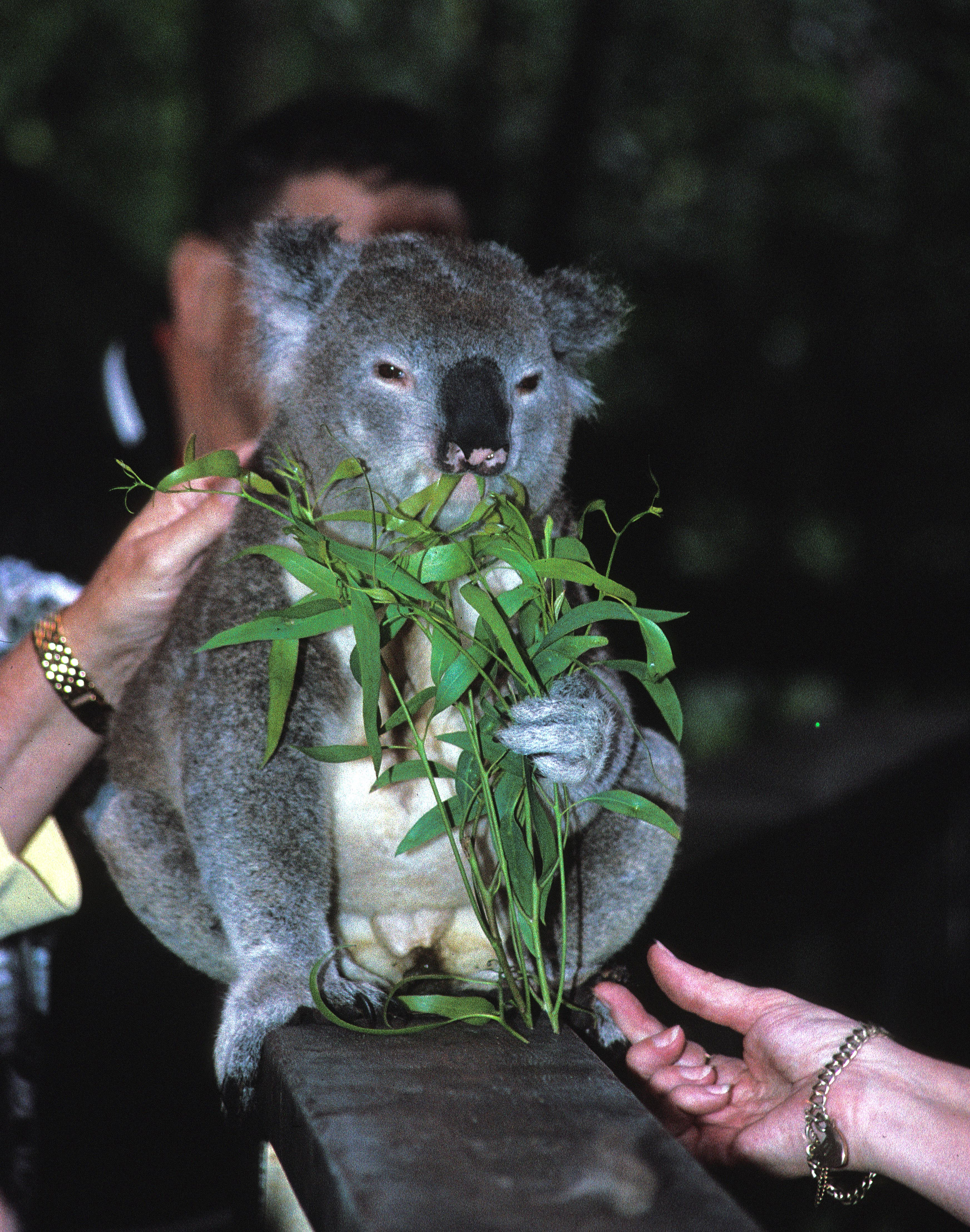
公園のコアラ

ディンゴ

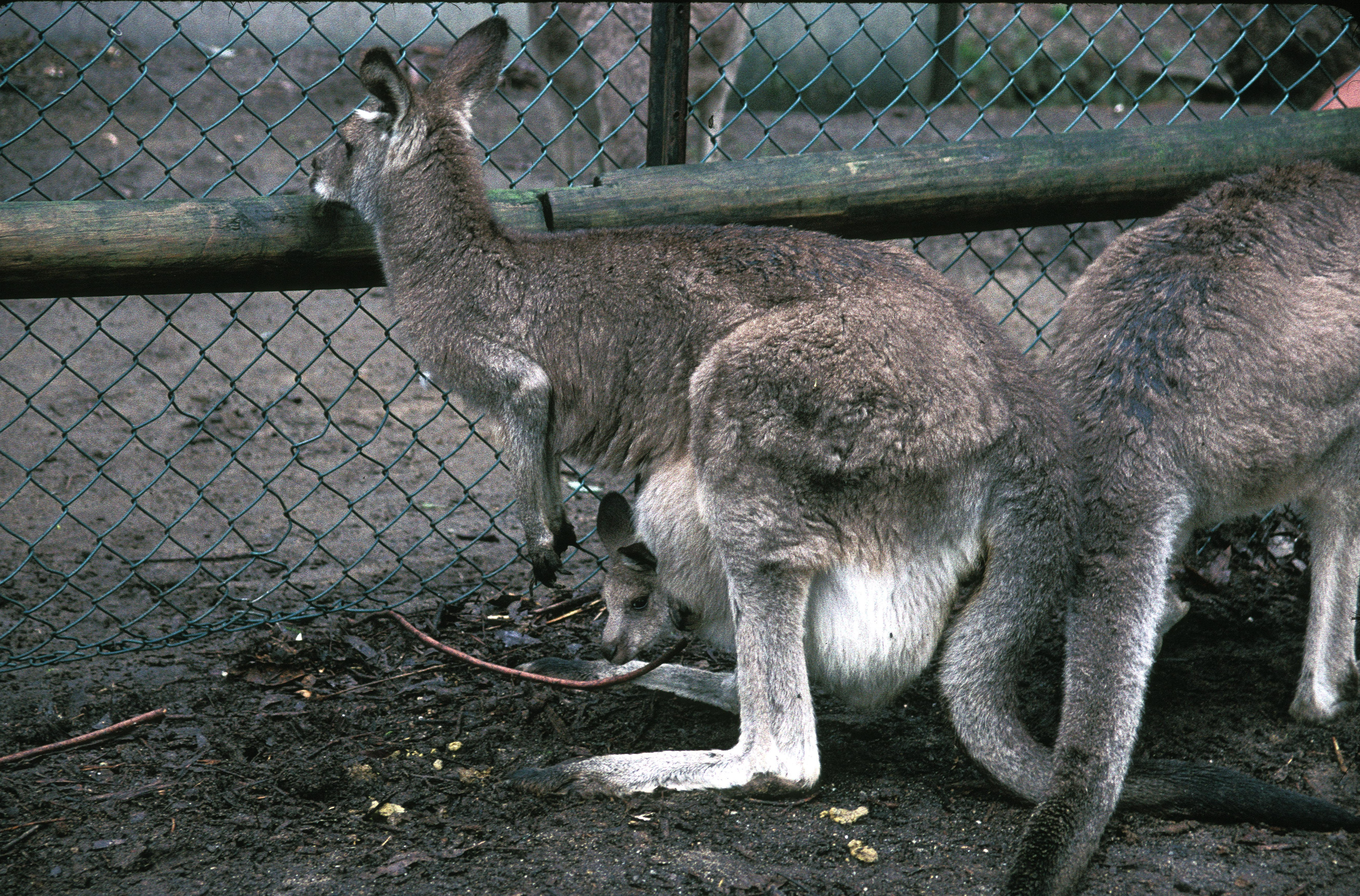
カンガルー

公園では、歩いて野生動物公園の中を通り、動物の多くは、ワイヤや檻の展示に入っている。下記は、現在パークで飼われている動物の一覧である。
- コアラ
- インドクジャク
- リトルペンギン
- コガタペンギン
- ディンゴ
- エミュー
- カンガルー
- ウォンバット
- ハリモグラ
- 野鳥

## イベント
公園では、「ザ・ストックマンズ・キャンプ」と呼ばれる日の様々な時間に、羊の毛刈りの実演があり、後援者にアウトバックでのストックキャンプの経験を与えている。また、オーストラリアの灌木の説明がある。

## 保護
コアラパーク・サンクチュアリは、1930年にコアラ研究病院としてオープンした。この病院では、病気や負傷した野生動物の治療、野生への帰化を行っていた。また、野生動物や人間の居住区近くに住むコアラが直面する問題に関する教育のため、一般に開放され、援助している。

## 論争
2010年12月に、第一次産業調査局は、動物飼育施設の老朽化や清潔さについての結果として、排水の問題や、老朽問題を報告した。検察官は、問題を解決するため、コアラパーク・サンクチュアリに注意を促した。新聞編集者は、公園の世話で、多くの問題が解決しておらず、動物が苦しんでいると主張したが、公園を訪れたRSPCA検察官は、動物は苦しんでいるか、放置状態であるか、栄養不足であると述べた。